# Ectropothecium papillosulum
Ectropothecium papillosulum är en bladmossart som beskrevs av Thériot 1921. Ectropothecium papillosulum ingår i släktet Ectropothecium och familjen Hypnaceae. Inga underarter finns listade i Catalogue of Life.